# باول سوير
باول سوير (26 ديسمبر 1979 في المملكة المتحدة - ) (بالإنجليزية: Paul Sawyer)‏ هو لاعب كريكت بريطاني. لعب مع Buckinghamshire County Cricket Club ‏.

## وصلات خارجية
- باول سوير على موقع إي آس بي آن كريك إنفو (الإنجليزية)